# Шахринавский район
Шахрина́вский район (тадж. Ноҳияи Шаҳринав; русск. букв. Новый город) — район республиканского подчинения в Таджикистане. Районный центр — село Шахринав, расположенное в 38 км западнее города Душанбе.

## История
Впервые был образован в 1927 году под названием Каратагский район в составе Таджикской АССР. В 1929 году переименован в Шахринавский район.
В 1929—1930 годах входил в состав Гиссарского округа Таджикской ССР, а после упразднения округов в 1930 году получил республиканское подчинение. В 1939—1951 годах входил в Сталинабадскую область.
Указом Президиума Верховного Совета Таджикской ССР от 26 ноября 1959 года упразднён с передачей его территории в состав Гиссарского района и города Гиссар. 3 января 1992 года был образован вновь.
В состав района входит джамоат А. Хасанова (с 1924 года назывался Катта-Буйникингир, в 1955 году переименован в Буйникингир, а 15 ноября 1966 года решением Верховного Совета Таджикской ССР было утверждено нынешнее название).

## География
Шахринавский район расположен в Гиссарской долине. На севере граничит с Айнинским районом Согдийской области, на западе — с Турсунзадевским районом, на юге — с районом Рудаки, на востоке — с Гиссарским районом. На севере и юге также граничит с Сурхандарьинской областью Узбекистана.

## Население
Население по оценке на 1 января 2016 года составляет 111 500 человек, в том числе городское — в посёлке Мирзо Турсунзаде — 6,4%, или 7100 человек.
| Численность населения | Численность населения | Численность населения | Численность населения | Численность населения | Численность населения | Численность населения | Численность населения |
| 1939                  | 2003                  | 2004                  | 2005                  | 2006                  | 2007                  | 2008                  | 2009                  |
| --------------------- | --------------------- | --------------------- | --------------------- | --------------------- | --------------------- | --------------------- | --------------------- |
| 31 678                | ↗87 100               | ↗88 600               | ↗90 200               | ↗91 800               | ↗93 400               | ↗95 500               | ↗97 900               |
| 2019                  | 2020                  | 2021                  | 2022                  |                       |                       |                       |                       |
| ↗120 500              | ↗123 000              | ↘119 600              | ↗121900               |                       |                       |                       |                       |

## Административное деление
Шахринавский район состоит из 7 сельских общин, 1 пгт, 70 сел и 14 фермерских хозяйств.
| Административное деление Шахринавского района |           |
| Сельская община                               | Население |
| Мирзо Турсунзаде, пгт                         | 6900      |
| Богистон                                      | 9331      |
| Истиклол                                      | 15463     |
| Сабо                                          | 17557     |
| Чуст                                          | 17135     |
| Шахринав                                      | 11123     |
| Хасанов                                       | 26990     |